# Pseudatrichia cajoni
Pseudatrichia cajoni är en tvåvingeart som beskrevs av Kelsey 1969. Pseudatrichia cajoni ingår i släktet Pseudatrichia och familjen fönsterflugor.
Artens utbredningsområde är Kalifornien. Inga underarter finns listade i Catalogue of Life.